# Louis Henkin
Pour les articles homonymes, voir Henkin.
Louis Henkin (né le 11 novembre 1917 à Smolyany (Raïon d'Orcha), en Russie, aujourd'hui en Biélorussie et mort le 14 octobre 2010, à Manhattan, New York, États-Unis) est un des penseurs les plus influents sur les lois internationales et la politique étrangère des États-Unis. A l'université Columbia, il est professeur émérite à la Faculté de droit. Il dirige, jusqu'à la fin de sa vie, le Centre d'études des droits humains de l'université Columbia. Il est le fils du rabbin Yosef Eliyahu Henkin, connu comme une authorité halakhique (droit juif).

## Biographie
Louis Henkin est né le 11 novembre 1917 à Smolyany (Raïon d'Orcha), en Russie, aujourd'hui en Biélorussie.